# 39 Dywizja Piechoty (Imperium Rosyjskie)
39 Dywizja Piechoty (ros. 39-я пехотная дивизия) – związek taktyczny Armii Imperium Rosyjskiego.
W 1914 wchodziła w skład 1 Kaukaskiego Korpusu Armijnego. Sztab dywizji stacjonował w Aleksandropol.

## Struktura organizacyjna
Organizacja w 1914
- Dowództwo dywizji (Aleksandropol)
- 1 Brygada Piechoty (Aleksandropol)
  - 153 pułk piechoty
  - 154 pułk piechoty
- 2 Brygada Piechoty (Sary-Kamysh)
  - 155 pułk piechoty
  - 156 pułk piechoty
- 21 Brygada Artylerii